# 姜央
姜央（苗语：Jangx Vangb），又作央、勾央、炎等，是苗族起源神话中的人类始祖。
根据《苗族古歌》所述，姜央由创世始祖妹榜妹留所生。他曾与兄弟雷公（Ghet Hob）斗争，雷公则发动洪水报复。待姜央迫使雷公息了洪水之后，大地上仅剩姜央与其妹两人。在姜央要求下兄妹二人成婚，生下了一肉砣。于是姜央将肉砣砍碎，撒在坡上，碎肉变成了人，自此人类诞生。
有学者认为，苗族的这一洪水与兄妹成婚的创世神话与共工氏发动洪水以及伏羲、女娲兄妹成婚的神话传说同源。此外，也有学者认为，姜央即是蚩尤，而雷公则是黄帝，姜央、雷公兄弟相争讲述的便是蚩尤、黄帝之间的争斗。